# Matarsko podolje
Das Fauna-Flora-Habitat-Gebiet Matarsko podolje liegt auf dem Gebiet der Städte Ilirska Bistrica und Sezana im Süden Sloweniens. Das etwa 23 km² große Schutzgebiet befindet sich in einem Trockental am Übergang vom Slowenischen Karst zum Brkini-Hügelland, welches aus Flysch aufgebaut ist. Es reicht im Süden bis an die kroatische Grenze. Das Gebiet zeichnet sich insbesondere durch zahlreiche Karsthöhlen, Kalktrockenrasen und Wacholderheiden aus.

## Schutzzweck

### Lebensraumtypen
Folgende Lebensraumtypen nach Anhang I der FFH-Richtlinie sind für das Gebiet gemeldet:
| EU Code | * | Lebensraumtyp (offizielle Bezeichnung)                       | Fläche |
| ------- | - | ------------------------------------------------------------ | ------ |
| 3150    |   | Formationen von Juniperus communis auf Kalkheiden und -rasen | 54     |
| 8310    |   | Nicht touristisch erschlossene Höhlen                        |        |
| 91K0    |   | Illyrische Rotbuchenwälder (Aremonio-Fagion)                 | 1770   |

### Arteninventar
Folgende Arten von gemeinschaftlichem Interesse kommen im Gebiet vor:
| Bild             | EU Code | * | Art                 | wissenschaftlicher Name     | Artengruppe    |
| ---------------- | ------- | - | ------------------- | --------------------------- | -------------- |
| Spanische Flagge | 1078    | * | Spanische Flagge    | Callimorpha quadripunctaria | Schmetterlinge |
|                  | 4019    |   |                     | Leptodirus hochenwarti      | Käfer          |
| Trauerbock       | 1089    |   | Trauerbock          | Morimus funereus            | Käfer          |
|                  | 1303    |   | Kleine Hufeisennase | Rhinolophus hipposideros    | Säugetiere     |